# Tjugotvåprickig nyckelpiga
Tjugotvåprickig nyckelpiga (Psyllobora vigintiduopunctata), även skrivet som 22-prickig nyckelpiga, är en art i insektsordningen skalbaggar som tillhör familjen nyckelpigor. 

## Kännetecken
Den tjugotvåprickiga nyckelpigan har en halvklotformig kropp och en kroppslängd på cirka 3 till 4,5 millimeter. Färgen på täckvingarna är gul med svarta prickar och artens trivialnamn kommer av att antalet prickar på täckvingarna ofta är tjugotvå stycken. Antalet kan dock variera något och även bara vara tjugo stycken. Honan har också en klart gul halssköld, medan hanarnas halssköld kan vara ljusare. Både honor och hanar har dock svarta fläckar även på halsskölden. Larven är gul med små tofsar av svarta hår.

## Utbredning
Denna nyckelpiga finns i delar av Europa, Nordafrika och Asien. Den kan hittas vid skogsbryn och på ängar och även i trädgårdar.

## Levnadssätt
Både de fullbildade skalbaggarna och larvernas föda utgörs av mjöldaggssvampar som parasiterar på levande växter. Nyckelpigans utveckling från ägg till imago innefattar som hos andra skalbaggar ett puppstadium, så kallad fullständig förvandling.